# Blue Arrow
A Blue Arrow – vagy más néven China Railway DJJ1 sorozat – kínai gyártású, nagysebességű villamos motorvonat. A Zhuzhou Electric Locomotive Works gyártotta 2000-ben. Összesen nyolc szerelvény készült. A kínai vasútfórumok vélekedése szerint a Blue Arrow a svéd SJ X2000 motorvonat kínai másolata. A hat személykocsiban összesen 421 ülőhely található. A vonat képes az energia-visszatáplálásra.